# チームNII 7th Stage「以愛之名」公演
チームNII 7th Stage「以愛之名」公演は、SNH48チームNIIの7th公演である。 

## 公演内容

### 曲目
本編
1. overture
（作曲・編曲：尾澤拓実、歌：TAZ）
全SNH48公演共通である。
2. 愛の名前で
（以爱之名、作詞：張鵬鵬、作曲：呉依瑄、編曲：呉依瑄）
3. キューピッドのミス
（丘比特的失误、作詞：謝夢瓊、作曲：都智文、編曲：都智文）
4. 未完成の少女
（未完成少女、作詞：張鵬鵬/武婧、作曲：張毅非、編曲：張博彦）
5. 標準彼氏Excel
（标准男友Excel、作詞：黄尹浩、作曲：U.j、編曲：黄尹浩）
6. 猟夢
（猎梦、作詞：小7、作曲：ASPJ、編曲：ASPJ）
7. Fire Touch
（Fire Touch、作詞：小7、作曲：JXL、編曲：Aurelien Poudat/Laura Brian/Georgios Tryfonas/JXL）
8. 電話を出ていない
（未接来电、作詞：謝夢瓊、作曲：鴨毛、編曲：謝維）
9. 春夏秋冬
（春夏秋冬、作詞：甘世佳、作曲：ASPJ、編曲：ASPJ）
10. 夢に結婚
（梦中的婚礼、作詞：易貝兒、作曲：高永滕、編曲：小冷）
11. Feeling You
（Feeling You、作詞：小7、作曲：THECOMPANY、編曲：THECOMPANY）
12. 妄想症の解毒薬
（妄想症的解药、作詞：謝夢瓊、作曲：鴨毛、編曲：謝維）
13. ブラックリスト
（黑名单、作詞：謝夢瓊、作曲：都智文、編曲：都智文）
14. Unforgettable
（Unforgettable、作詞：WG/張鵬鵬、作曲：WG/呉依瑄、編曲：生命樹/小王子）

アンコール
1. 光の軌跡
（光之轨迹、作詞：甘世佳、作曲：Mcflied Chicken、編曲：Mcflied Chicken）
2. 消えた恋のために
（为了那些逝去的爱情、作詞：張鵬鵬、作曲：WG、編曲：Wave G）
3. Remember You
（Remember You、作詞：易貝兒、作曲：高永滕、編曲：黄尹浩）

## SNH48 チームNII 7th Stage「以愛之名」公演
公演期間
2017年10月7日 -
出演メンバー
萬麗娜・曽艶芬・易嘉愛・趙粵・許逸・江真儀・張雨鑫・陳問言・李藝彤・黄婷婷・何曉玉・陸婷・馮薪朶・楊冰怡・陳佳瑩・潘瑛琪・陶波爾サポートメンバー

ユニット曲担当
- 猟夢（馮薪朶、何曉玉、陳問言）
- Fire Touch（趙粵、萬麗娜、陳佳瑩、許逸）
- 電話を出ていない（陸婷、許逸）
- 春夏秋冬（李藝彤、萬麗娜、張雨鑫、江真儀）
- 夢に結婚（易嘉愛、曽艶芬）
- Feeling You（黄婷婷）